# Маклауд, Рори (снукерист)
Ро́ри Макла́уд (англ. Rory McLeod; род. 26 марта 1971) — английский профессиональный игрок в снукер, единственный темнокожий игрок мэйн-тура (его родители — выходцы с Ямайки).

## Карьера
После 10 лет участия в челендж-туре вошёл в мэйн-тур в сезоне 2001/02. Пять раз выходил в 1/32 рейтинговых турниров, самым значимым из которых был Гран-при 2005, однако победа над уже очень плохо себя чувствовавшим Полом Хантером носила достаточно горький привкус. 
 Ещё в сезоне 2004/05 он дважды выходил в last 48, где заметной была победа над Шоном Мёрфи на Welsh Open. 
 На Гран-при 2007 он потерпел неудачу, уступив Барри Хокинсу в матче за выход из группы только по разнице фреймов.
На UK Championship 2008 Маклауд впечатлил своими выигранными подряд пятью фреймами против Ронни О'Салливана: уступая 0:6, он свёл партию к приемлемому счёту 6:9 (в этом же матче он сделал 3 подряд сенчури-брейка). 
 В квалификации на чемпионат мира 2009 обыграл Иана Маккалоха, но в первом раунде уступил Марку Кингу.
Сейчас бо́льшую часть времени Рори Маклауд проводит в Катаре, где тренирует национальную команду по снукеру.
В 2000 году Маклауд принял ислам.
За медлительную манеру игры и длительные обдумывания каждого удара, Рори получил прозвище Дантист.

### Сезон 2009/10
В новом сезоне Маклауд одержал значимую для себя победу: он выиграл квалификацию к турниру Мастерс, победив в финале Эндрю Хиггинсона, 6:1. Преимущество в счёте не отражает реально напряжённой борьбы, почти все фреймы закончились с небольшим перевесом. Рори Маклауд увеличил свой счёт на 2000 фунтов и получил уайлд-кард на Мастерс.

### Сезон 2010/11
В этом сезоне Маклауд не только отметил своё сорокалетие, но и стал автором неординарных достижений и личных рекордов. На турнире низкорейтинговой серии Players Tour Championship он сделал максимальный брейк в матче против Иссары Качайвона. На чемпионате мира Рори дошёл до 1/8 и стал первым темнокожим снукеристом, достигшим такой стадии на чемпионате мира. Примечательно, что предыдущее достижение — первый темнокожий игрок в 1/16 чемпионата — принадлежало также ему.

## Победы на турнирах
- Квалификация Мастерс — 2009